# Зёйдерзе
Зёйдерзе, устар. Зюдерзе (нидерл. Zuiderzee [ˌzœy̆dərˈzeː] — Южное море) — бывший мелководный залив в Северном море в северо-западной части Нидерландов. 
Залив имел размеры около 100 км в длину и более 50 км в ширину, наибольшие глубины четыре — пять метров, площадь поверхности 5000 км². В XX веке бо́льшая часть залива была отгорожена дамбой от Северного моря, вследствие чего вода в нём стала пресной и фактически залив стал озером, получившим название Эйсселмер по названию реки Эйссел, впадавшей в залив. Река Эйссел является рукавом-эстуарием реки Рейн.

## История и происшествия

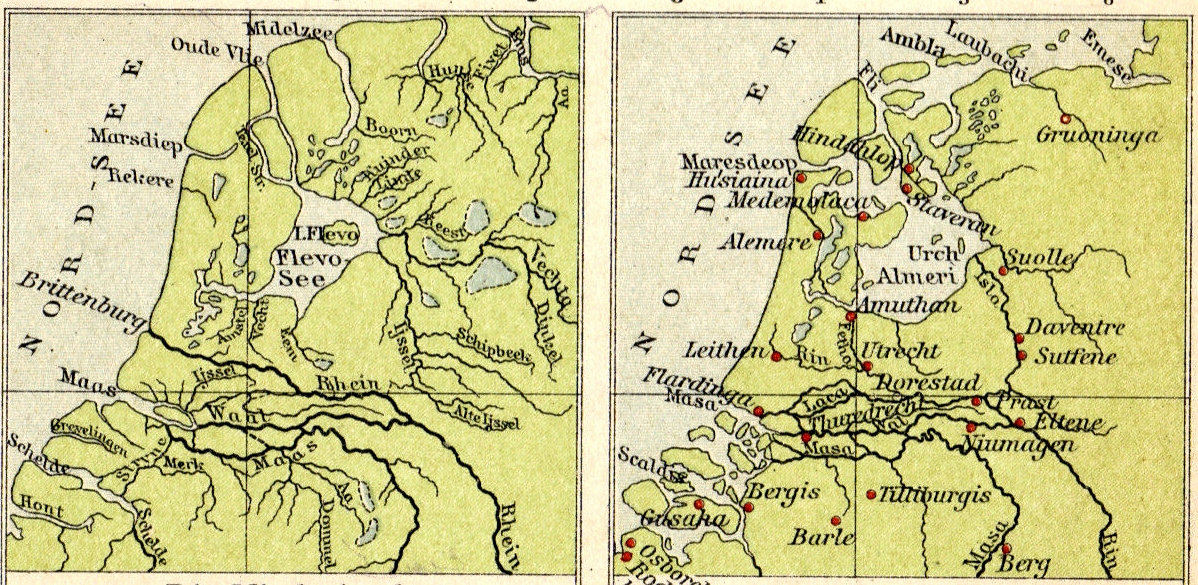
Приблизительная карта Северной Голландии в I веке (слева) и в X веке (справа)

В древние времена на месте залива было Флевонское озеро (лат. Flēvō, род. п. Flēvōnis). Его размеры были меньше, а протока, соединяющаяся с морем, — намного у́же, чем последующая форма залива. Водоём состоял из комплекса озёр, болот, каналов и проток, рассматриваемых как одно озеро. Постепенно эти водоёмы соединялись друг с другом, образуя единое водное пространство. Северная часть этой водной территории, носившая название Вли (Vlie), соединялась с морем, вероятнее всего, через протоку, которая сейчас является проливом Влистром между островами Влиланд и Терсхеллинг.
С раннего Средневековья в связи с постепенным повышением уровня моря и частыми штормами береговая линия стала размываться (наводнение Всех святых (1170)). Протока, соединяющая озеро с морем, постепенно расширялась. Озеро увеличилось в размерах и стало называться Алмере. В 1287 году в ходе крупнейшего наводнения песчаный барьер в районе острова Тексел был разрушен, и озеро окончательно стало заливом, получившем название Зёйдерзе. Это стихийное бедствие создало условия для превращения небольшой деревни Амстердам в центр морской торговли, место встреч и торговли для мореплавателей.
До возведения новых усовершенствованных плотин в XV веке очертания залива незначительно менялись, часто случались наводнения и паводки. Например, 18 ноября 1421 года в результате прорыва дамбы было затоплено 72 деревни, погибло приблизительно 10 000 человек. Это было Второе наводнение Святой Елизаветы.

## География и развитие

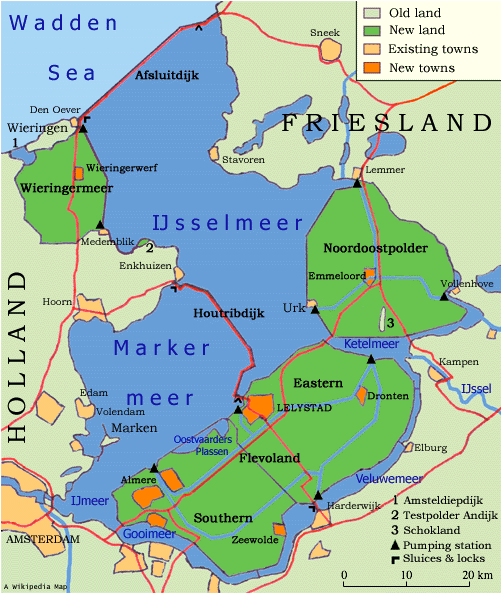
Карта бывшего залива Зёйдерзе

Вокруг залива Зёйдерзе быстро выросло много рыбацких поселений, некоторые из которых переросли в окружённые стенами торговые города, такие как Кампен в Оверэйселе, Амстердам, Хорн и Энкхёйзен в Голландии. Эти города торговали в первую очередь с портами Балтийского моря, с Англией и с Ганзейским союзом, позднее, с образованием колоний — с остальным миром. Но впоследствии торговая активность стала уменьшаться и большинство городов постепенно вернулось к рыболовному промыслу и промышленному производству. Зарисовка из повседневной жизни городка, расположенного вблизи залива, запечатлена на полотне Джорджа Клаузена «Месса в рыбацкой деревушке в заливе Зёйдерзе, Голландия» (около 1880). С середины 20-го столетия основным источником дохода постепенно становится туризм.
В пределах залива было четыре небольших острова: Виринген, Схокланд, Урк и Маркен. Жители этих островов также существовали главным образом за счёт рыбной ловли и связанных с ней отраслей промышленности. Все эти острова в настоящее время стали частями польдеров — искусственно созданных участков суши.
При реализации проекта «Зёйдерзе» в 1932 году залив был отгорожен от Северного моря искусственной дамбой, получившей название Афслёйтдейк. Создание этой дамбы было ответом на наводнение января 1916 года. Планы относительно закрытия Зёйдерзе разрабатывались более тридцати лет. С завершением плотины Афслёйтдейк в 1932 году залив стал озером Эйсселмер, в результате чего для сельского хозяйства и коммунальных нужд стали доступны большие объёмы пресной воды. Часть территории залива была осушена и были образованы польдеры Вирингермер, Нордостполдер, Восточный и Южный Флеволанд. На территории трёх последних была образована провинция Флеволанд. В 1980-х годах южная часть Эйсселмера была отгорожена одной дамбой Хаутрибдейк, образовав озеро Маркермер.